# Frank R. Martin
Frank R. Martin (* im Oktober 1879 in Toledo, Lucas County, Ohio; † 17. September 1959) war ein US-amerikanischer Politiker (Demokratische Partei).

## Leben
1932 beteiligte sich Martin an der Primary für den demokratischen Kandidaten bei den Kongresswahlen im ersten Wahlbezirk von Indiana, unterlag jedoch William T. Schulte. Von 1935 bis 1942 war er für zwei Amtszeiten Bürgermeister von Hammond, Indiana. Anschließend war er Treasurer von Lake County. Nach mehreren Jahren in diesem Amt, zog er sich 1946 aus der Politik zurück. 1950 ließ er sich in Saint Petersburg, Florida nieder. Im September 1956 wurde er Kampagnenmanager für die Demokratische Partei in Pinellas County.